# Attalus Philetaerus

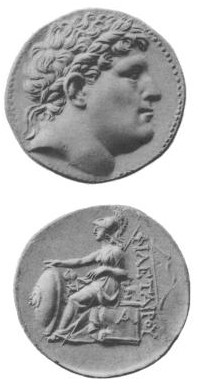
Munt geslagen gedurende de regering van Eumenes I, met voorop het hoofd van Philetaerus en verso een zittende Athena.

Attalus Philetaerus (Oudgrieks: Φιλέταιρος, Philetairos) (ca. 343 v.Chr. - 263 v.Chr.) was de stichter van de hellenistische dynastie van de Attaliden in Pergamon.

## Jeugd
Philetaerus werd in Tieion, een klein stadje aan de Zwarte Zee in Paphlagonië geboren. Zijn vader Attalus was waarschijnlijk Macedoniër en zijn moeder Boa Paphlagonische. Volgens Strabo was Philetaerus eunuch door een ongeval in zijn jeugd, toen hij met zijn verzorgster in de verdrukking kwam in een menigte.

## Diadochenoorlog
Na de dood van Alexander de Grote in 323 v.Chr. raakte Philetaerus betrokken in de zg. Diadochenoorlog, waarin hij diverse keren overliep. Aanvankelijk was hij in dienst van Antigonus I Monophthalmus van Phrygië die hem tot commandant van de burcht Pergamon benoemde. Rond 302 v.Chr. liep hij over naar Lysimachus van Thracië aan wie hij Pergamon overdroeg. Antigonus sneuvelde bij de Slag bij Ipsos in 301 v.Chr. Lysimachus bracht zijn schat van 9000 talenten zilver over naar de burcht onder bewaking van Philetaerus. In 282 v.Chr. deserteerde deze ook bij Lysimachus, waarschijnlijk vanwege intriges van diens vrouw Arsinoë. Nu bood Philetaerus zich met Pergamon en de schat aan bij Seleucus I Nicator van Babylonië bij wie hij in dienst trad. Seleucus versloeg Lysimachus bij Slag bij Corupedium die daar sneuvelde. Een paar maanden later sneuvelde Seleucus zelf ook in Macedonië bij Lysimachia. Philetaerus demonstreerde zijn loyaliteit door het lichaam van Seleucus te kopen en plechtig te verbranden. De as zond hij naar Seleucus’ zoon Antiochus I Soter.

## Uitbreiding van macht en prestige
Hoewel Philetaerus officieel onder opperheerschappij van de Seleuciden stond, genoot hij met Pergamon toch een soort semi-autonome positie. Zijn rijkdom was een belangrijke basis voor een geleidelijke uitbreiding van zijn macht buiten Pergamon. De verminderde afhankelijkheid van de Seleuciden blijkt o.a. uit het feit dat hij in staat was zijn eigen munten te slaan. Philetaerus wist ook goodwill te kweken in de Griekse wereld, o.a. door bij te dragen aan de stichting van tempels in andere plaatsen, zoals Delphi en Delos, schenking te geven aan Aigai, Thespiai en Pitane, en geld en voedsel te sturen voor de verdediging van de stad Cyzicus tegen de Galaten.

## Stichting van een dynastie
Omdat Philetaerus als eunuch (dit blijkt ook uit zijn dikke verschijning op zijn munten) zelf geen kinderen kon krijgen adopteerde hij de zoon van zijn broer Eumenes die eveneens Eumenes heette. Deze Eumenes volgde hem na zijn dood in 263 v.Chr. op. Alle Attaliden drukten de beeltenis van Philetaerus op hun munten om zo eer te bewijzen aan de stichter van hun dynastie. Het is goed mogelijk dat het verhaal dat Philetaerus sinds zijn jeugd eunuch was is verzonnen, om de vernedering te verdoezelen dat hij gecastreerd was, zoals dat in die tijd vaker voorkwam als iemand in dienst van een koning trad.